# Zottelbach (Saale)
Der Zottelbach ist ein Bach, der etwa fünf Kilometer lang nordwestlich durchs Gebiet der Gemeinde Berg im Landkreis Hof in Bayern läuft und zuletzt bei der Einöde Unterkemlas der Nachbargemeinde Issigau (im dort vorherrschenden Dialekt auch „Nissja“ genannt) von links in die Saale mündet.

## Geographie

### Verlauf
Der Zottelbach beginnt seinen offenen Lauf auf etwa 595 m ü. NHN am Nordwestrand des namengebenden Dorfes der Gemeinde Berg nahe dem Sackende der Straße Am Anger als westnordwestlich zum nahen Ortsteil Hadermannsgrün ziehender Graben zwischen angrenzenden Wiesen. Schon nach zweihundert Metern beginnt er in diesem Ortsteil seinen verdolten Lauf etwa auf der Trasse der Von-der-Grün-Straße und tritt erst wieder nahe dem Abzweig der Mühlenstraße neben einem etwa 0,1 ha großen Teich ins Freie.
Ab hier fließt er als Graben in flacher Wiesenmulde in etwas Abstand erst neben der am Ortsausgang stehenden Grünmühle, dann an der Feldmühle in Einzellage vorbei, die beide zu seiner Linken liegen. Auch die folgende Einöde Holler passiert er an der rechten Seite, die folgende Bartelsmühle dagegen nach Unterqueren der Straße zwischen den Dörfern Hadermannsgrün und Eisenbühl der Gemeinde Berg links; an der Bartelsmühle gibt es noch einen Mühlteich, auf den ein Kanalstück zuführt.
Weiter talab kreuzt dann die Kreisstraße HO 8 von Eisenbühl nach der Kleinstadt Lichtenberg Bach und Tal an der Kläranlage des Dorfes. Von hier an ist der rechte Talhang durchgehend bewaldet, der linke auf dem Stück bis zum Zufluss des Teufels-Bächleins von Süden aus einem kleinen Waldtal heraus. Hier, bei einer an der Kreisstraße auf dem linken Hang gelegenen Hofgruppe von Kemlas, tritt die Gemeindegrenze zu Issigau nah ans linke Ufer und der Bach wendet sich für etwa seinen letzten Kilometer abrupt auf Nordlauf. Dabei fließt er unter dem Einzelanwesen Unterkemlas auf dem linken Hang vorbei, auf dem unten Waldbäume stehen, und mündet dann bald von links und zuallerletzt wieder Südosten eben schon auf Issigauer Gemarkung auf unter 390 m ü. NHN in die hier südwestlich fließende Saale.

### Einzugsgebiet
Der Zottelbach entwässert etwas über 8 km² des Vogtlandes in nordwestlicher Richtung zur Saale. Sein Einzugsgebiet hat ungefähr die Kontur eines leicht gegen die West-Ost-Richtung verkippten Langrechtecks mit einer ungefähren Länge von rund 4 km und einer ungefähren Breite von etwa 2 km. Seine Nordwestecke liegt an der Mündung auf etwa 390 m ü. NHN, von hier läuft die nördliche Wasserscheide etwa ostsüdöstlich über den Gupfen (612 m ü. NHN) bei Eisenbühl  zum Nordosteck auf dem Rauhen Bühl bei Schnarchenreuth (621 m ü. NHN); jenseits der Linie ziehen nur kleine Zuflüsse zur aufwärtigen Saale. Auf dem Rauhen Bühl knickt die Grenze des Zottelbach-Einzugsgebiets nach Süden ab und trennt mit wenig Auf und Ab von dem des Weißenbachs zur Saale im Osten. Das Südosteck liegt dann am Ostrand von Berg (etwas über 640 m ü. NHN). Gleich zu Anfang der nun folgenden südlichen Wasserscheide wird auf einer 644 m ü. NHN hohen Kuppe mit Funkturm die größte Höhe im Einzugsgebiet überhaupt erreicht, das Terrain unter der Scheide fällt dann mit Schwankungen in Richtung Westnordwest bis zur Südwestecke beim Issigauer Einzelhaus Hollerhöhe; der Konkurrent im Süden ist auf diesem Abschnitt der Issigbach. Anschließend läuft die Wasserscheide nordwärts durch Kemlas und auf dem Kamm des abwärtigem Mündungssporns zurück zur Mündung; außer dem kleinen ihr zulaufenden Kemlasbach am Anfang  ist hier die Saale selbst jenseitiger Konkurrent.

### Zuflüsse
Zuflüsse vom Ursprung zur Mündung. Länge und Höhe in der Regel nach BayernAtlas der Bayerischen Staatsregierung (Hinweise). Andere Quellen sind vermerkt.
- (Zulauf), von rechts und Nordosten auf etwa 535 m ü. NHN gegenüber der Feldmühle, ca. 0,9 km. Entsteht auf unter 580 m ü. NHN in einer von Schnarchenreuth westlich herziehenden Mulde neben der A 9 und entwässert gleich zwei angelegte Teiche am Autobahnrand.
- (Zulauf), von rechts und Nordosten auf etwa 485 m ü. NHN etwas vor der Kreisstraßenquerung, ca. 0,6 km. Entsteht auf etwa 545 m ü. NHN neben der Kirchgasse von Eisenbühl.
- Teufels-Bächlein, von links und Süden auf etwa 507 m ü. NHN nach der Kläranlage von Eisenbühl, ca. 0,9 km. Entsteht auf über 580 m ü. NHN in einer Waldtalmulde am linken Hang. Lange und fast bis zuletzt Grenzbach zwischen den Gemeinden Berg und Issigau.

### BayernAtlas („BA“)
Amtliche Online-Gewässerkarte mit passendem Ausschnitt und den hier benutzten Layern: Lauf und Einzugsgebiet des Zottelbachs

Allgemeiner Einstieg ohne Voreinstellungen und Layer: BayernAtlas der Bayerischen Staatsregierung (Hinweise)
1. 1 2 3  Höhe nach dem Höhenlinienbild auf dem Hintergrundlayer Amtliche Karte.
2. ↑  Länge abgemessen auf dem Hintergrundlayer Amtliche Karte.

### Gewässerverzeichnis Bayern („GV“)
1. ↑  Länge nach: Gesamttabelle des Gewässerverzeichnisses Bayern des Bayerischen Landesamtes für Umwelt (XLS, 10,3 MB)
2. ↑  Einzugsgebiet nach: Gesamttabelle des Gewässerverzeichnisses Bayern des Bayerischen Landesamtes für Umwelt (XLS, 10,3 MB)